# El clavel negro
El clavel negro (en sueco: Svarta nejlikan) es una película dramática sueca dirigida por Ulf Hultberg y protagonizada por Michael Nyqvist, Kate del Castillo y Lisa Werlinder. 
La película está basada en hechos reales. Narra la historia de Harald Edelstam, embajador de Suecia en Chile, quien después del golpe militar de Augusto Pinochet el 11 de septiembre de 1973 salvó la vida de 1300 personas acogiéndolas en la embajada para luego enviarlas a Suecia. Edelstam se había ganado el apodo que da nombre a la película, "El clavel negro", por su labor humanitaria antifascista en la Noruega ocupada por los nazis, en referencia al héroe ficticio La pimpinela (clavel) escarlata, quien salvó muchas vidas durante la revolución francesa.
La película fue rodada en Chile en el verano de 2006 y estrenada el 14 de marzo de 2007.
- Datos: Q940485